# Kungliga slottet, Oslo
Det Kongelige Slott i Oslo är officiellt residens och säte för Norges monark. 
Slottet ritades av Hans Ditlev Franciscus von Linstow. Planläggningen påbörjades 1821. Slottet började byggas 1825, för kung Karl III Johan (i Sverige Karl XIV Johan), men stod inte färdigt förrän 1848, under Oscar I. Slottet omges av Slottsparken och utgör ena ändan av paradgatan Karl Johans gate, som går till Oslo Sentralstasjon.
Oslo slott har postadress Det Kongelige Slott, 0010 Oslo, medan gatuadressen sedan 2006 är Henrik Ibsens gate 1, tidigare Drammensveien 1. 

## Fotogalleri

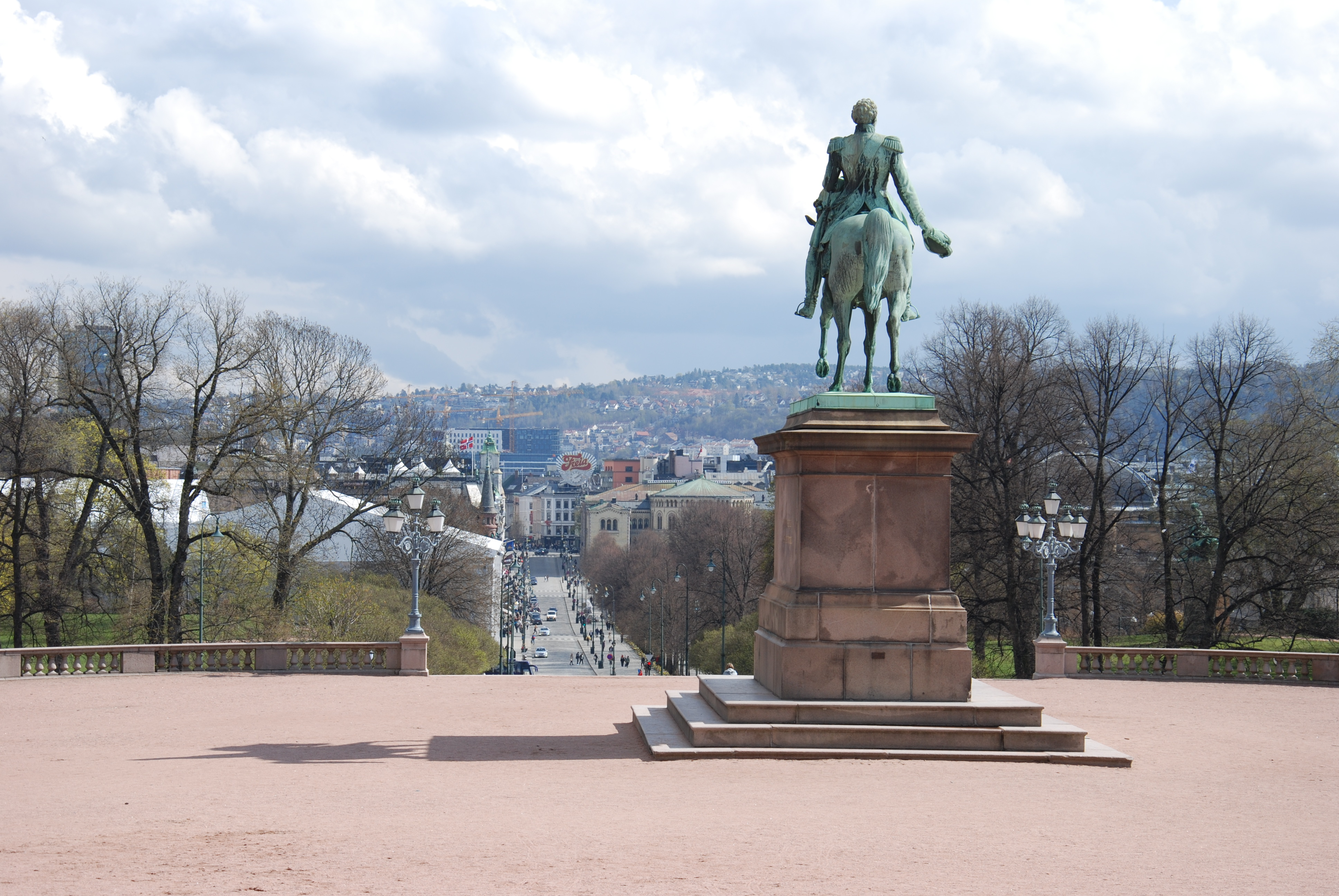
Karl Johans gate från slottet
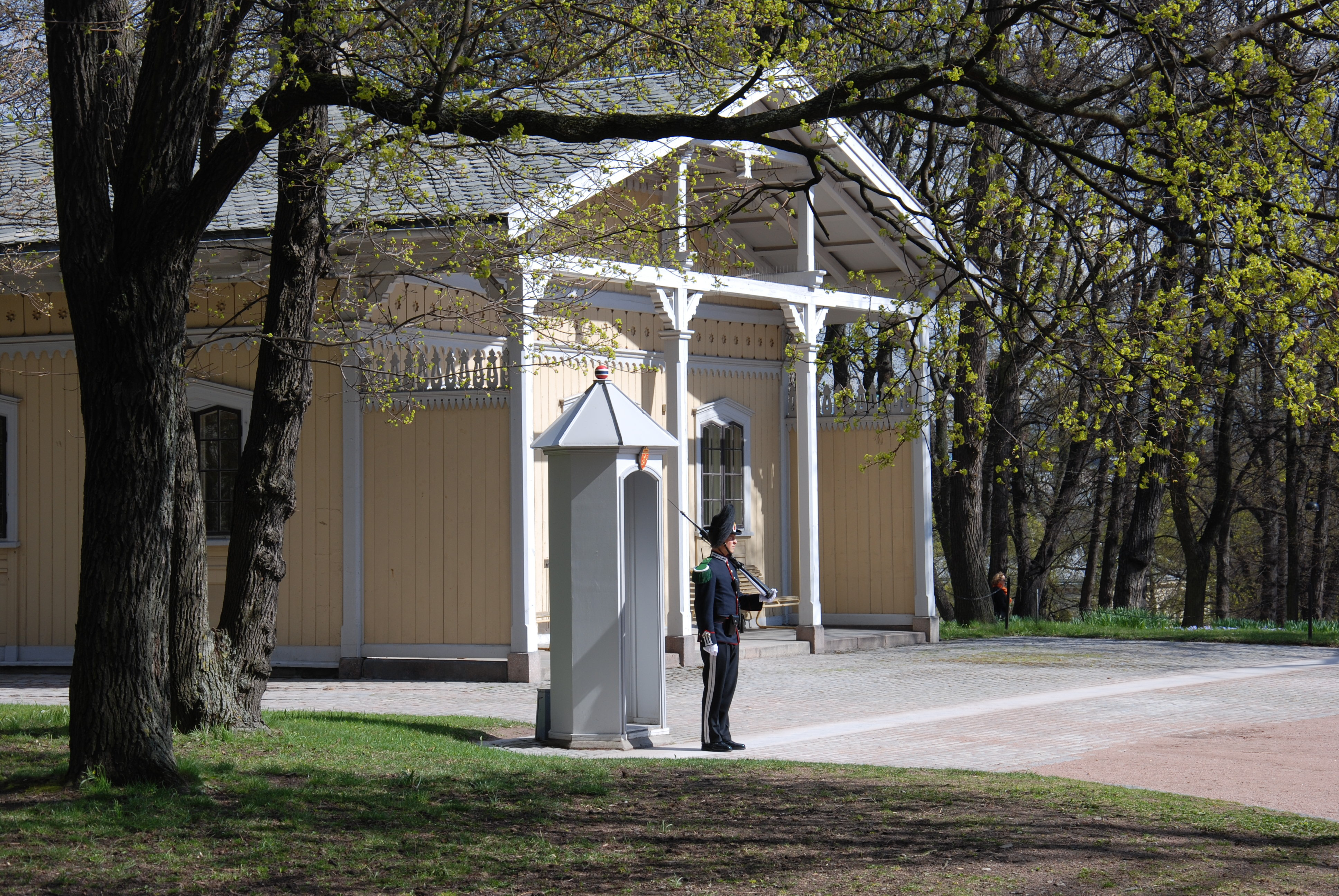
Hans Majestet Kongens Gardes lokaler